# Eccellenza Emilia-Romagna 2018-2019
Il campionato italiano di calcio di Eccellenza regionale 2018-2019 è il ventottesimo organizzato in Italia. Rappresenta il quinto livello del calcio italiano.

## Stagione
La novità di questa stagione, in via del tutto sperimentale, è il numero massimo di giocatori di riserva che passa da sette a nove.
Con il ripescaggio del Classe in Serie D 2018-2019, i posti liberi per l'Eccellenza diventano undici, di cui due occupati dalle retrocesse Correggese e Castelvetro e nove dalle promosse e ripescate di Promozione che sono: Colorno, Picardo Traversetolo, Campagnola, Giovane Cattolica, Medicina Fossatone, Calcio Cotignola, Copparese, Felino e Cittadella Vis. S. Paolo. Il S. Agostino e la Virtus Castelfranco vengono spostate nel Girone B.
Questi sono i gironi organizzati dal Comitato Regionale della regione Emilia-Romagna.

## Girone A

### Squadre partecipanti
| Club                  | Città                                       | Stadio                                              | Stagione precedente                                                   |
| --------------------- | ------------------------------------------- | --------------------------------------------------- | --------------------------------------------------------------------- |
| Agazzanese            | Agazzano (PC)                               | Campo "F. Baldini"                                  | 8º posto in Eccellenza Emilia-Romagna gir. A                          |
| Bagnolese             | Bagnolo in Piano (RE)                       | Stadio "F.lli Campari"                              | 4º posto in Eccellenza Emilia-Romagna gir. A                          |
| Campagnola            | Campagnola Emilia (RE)                      | Campo "E. Sabbadini"                                | 1º posto in Promozione Emilia-Romagna gir. B                          |
| Castelvetro           | Castelvetro di Modena (MO)                  | Campo sintetico "Venturelli"                        | 16º posto in Serie D gir. D                                           |
| Cittadella            | Modena                                      | Campo "Botti"                                       | 2º posto in Promozione Emilia-Romagna gir. B                          |
| Colorno               | Colorno (PR)                                | Stadio Comunale Centro Formazione Federale Figc Lnd | 1º posto in Promozione Emilia-Romagna gir. A                          |
| Correggese            | Correggio (RE)                              | Stadio "Borelli"                                    | 19º posto in Serie D gir. D                                           |
| Felino                | Felino (PR)                                 | Campo Bonfanti                                      | 3º posto in Promozione Emilia-Romagna gir. A                          |
| Fiorano               | Fiorano Modenese (MO)                       | Campo sintetico "Ferrari"                           | 9º posto in Eccellenza Emilia-Romagna gir. A                          |
| Folgore Rubiera       | Rubiera (RE)                                | Campo "A. Valeriani"                                | 5º posto in Eccellenza Emilia-Romagna gir. A                          |
| Nibbiano & Valtidone  | Nibbiano di Alta Val Tidone (PC)            | Campo "Pio Zuffada"-Pianello Val Tidone (PC)        | 10º posto in Eccellenza Emilia-Romagna gir. A                         |
| Pallavicino           | Busseto (PR)                                | Campo "F. Cavagna" ("A")                            | 13º posto in Eccellenza Emilia-Romagna gir. A                         |
| San Michelese         | San Michele dei Mucchietti di Sassuolo (MO) | Campo sintetico "Zanti"                             | 7º posto in Eccellenza Emilia-Romagna gir. A                          |
| Piccardo Traversetolo | Traversetolo (PR)                           | Campo nuovo "S. Tesauri"                            | 2º posto in Promozione Emilia-Romagna gir. A (finalista Coppa Italia) |
| Rolo                  | Rolo (RE)                                   | Campo comunale ("B")                                | 3º posto in Eccellenza Emilia-Romagna gir. A                          |
| Rosselli Formigine    | Formigine (MO)                              | Stadio "Pincelli"                                   | 2º posto in Eccellenza Emilia-Romagna gir. A                          |
| Salsomaggiore         | Salsomaggiore Terme (PR)                    | Campo "C. Francani"                                 | 15º posto in Eccellenza Emilia-Romagna gir. A                         |
| Solierese             | Soliera (MO)                                | Campo "L. Stefanini" ("A")                          | 12º posto in Eccellenza Emilia-Romagna gir. A                         |

### Classifica
|  | Pos. | Squadra               | Pt | G  | V  | N  | P  | GF | GS | DR  |
|  | ---- | --------------------- | -- | -- | -- | -- | -- | -- | -- | --- |
|  | 1.   | Correggese            | 80 | 34 | 24 | 8  | 2  | 74 | 28 | +46 |
|  | 2.   | Agazzanese            | 64 | 34 | 20 | 4  | 10 | 64 | 43 | +21 |
|  | 3.   | Bagnolese             | 60 | 34 | 18 | 6  | 10 | 50 | 35 | +15 |
|  | 4.   | Colorno               | 57 | 34 | 16 | 9  | 9  | 54 | 41 | +13 |
|  | 5.   | Rolo                  | 57 | 34 | 16 | 9  | 9  | 45 | 39 | +6  |
|  | 6.   | Folgore Rubiera       | 55 | 34 | 15 | 10 | 9  | 50 | 40 | +10 |
|  | 7.   | San Michelese         | 48 | 34 | 13 | 9  | 12 | 45 | 45 | 0   |
|  | 8.   | Piccardo Traversetolo | 48 | 34 | 13 | 9  | 12 | 43 | 43 | 0   |
|  | 9.   | Felino                | 47 | 34 | 12 | 11 | 11 | 37 | 42 | -5  |
|  | 10.  | Castelvetro           | 44 | 34 | 11 | 11 | 12 | 47 | 42 | 5   |
|  | 11.  | Cittadella            | 43 | 34 | 12 | 7  | 15 | 43 | 50 | -7  |
|  | 12.  | Nibbiano & Valtidone  | 39 | 34 | 8  | 15 | 11 | 35 | 37 | -2  |
|  | 13.  | Fiorano               | 39 | 34 | 9  | 12 | 13 | 35 | 43 | -8  |
|  | 14.  | Campagnola            | 35 | 34 | 9  | 8  | 17 | 32 | 54 | -22 |
|  | 15.  | Rosselli Formigine    | 34 | 34 | 9  | 7  | 18 | 30 | 46 | -16 |
|  | 16.  | Salsomaggiore         | 30 | 34 | 7  | 9  | 18 | 24 | 42 | -18 |
|  | 17.  | Pallavicino           | 29 | 34 | 6  | 11 | 17 | 28 | 49 | -21 |
|  | 18.  | Solierese             | 25 | 34 | 4  | 13 | 17 | 23 | 40 | -17 |

Legenda:
       Promossa in Serie D 2019-2020.
       Ammessa ai play-off nazionali.
 Ammessa ai play-out.
      Retrocesse in Promozione 2019-20 dopo i play-out.
       Retrocesse in Promozione 2019-2020.
Note:
Tre punti a vittoria, uno a pareggio, zero a sconfitta.

### Risultati

#### Tabellone
|                    | Aga  | Bag  | Cam  | Cas  | Cit  | Col  | Cor  | Fel  | Fio  | FoR  | N&V  | Pal  | SMi  | Pic  | Rol  | RFo  | Sal  | Sol  |
| ------------------ | ---- | ---- | ---- | ---- | ---- | ---- | ---- | ---- | ---- | ---- | ---- | ---- | ---- | ---- | ---- | ---- | ---- | ---- |
| Agazzanese         | –––– | 4-1  | 1-2  | 2-0  | 3-2  | 2-2  | 1-2  | 1-1  | 3-2  | 2-3  | 2-1  | 3-1  | 3-1  | 1-1  | 0-1  | 2-1  | 3-2  | 0-0  |
| Bagnolese          | 1-4  | –––– | 1-0  | 0-0  | 2-0  | 3-0  | 1-1  | 3-0  | 1-0  | 1-0  | 1-0  | 2-1  | 4-0  | 2-1  | 3-3  | 1-2  | 1-1  | 1-0  |
| Campagnola         | 0-2  | 1-1  | –––– | 2-1  | 0-1  | 1-2  | 0-3  | 2-5  | 0-1  | 1-4  | 1-0  | 2-2  | 1-0  | 2-0  | 1-1  | 1-3  | 1-3  | 1-0  |
| Castelvetro        | 3-2  | 1-2  | 4-1  | –––– | 1-1  | 2-1  | 2-4  | 2-0  | 3-1  | 2-0  | 2-0  | 0-1  | 2-2  | 4-5  | 1-2  | 4-0  | 0-1  | 1-1  |
| Cittadella         | 2-1  | 2-1  | 1-2  | 0-1  | –––– | 2-3  | 2-3  | 0-1  | 0-0  | 0-2  | 0-0  | 1-3  | 2-2  | 2-0  | 3-4  | 1-0  | 1-0  | 2-1  |
| Colorno            | 0-3  | 2-1  | 1-2  | 0-1  | 2-2  | –––– | 1-3  | 4-1  | 2-1  | 1-0  | 2-2  | 4-0  | 1-1  | 0-2  | 3-0  | 1-0  | 4-0  | 0-0  |
| Correggese         | 2-3  | 3-2  | 3-0  | 1-1  | 3-0  | 2-1  | –––– | 1-3  | 1-1  | 3-0  | 2-2  | 3-1  | 1-1  | 3-1  | 2-1  | 4-1  | 4-0  | 3-0  |
| Felino             | 2-0  | 1-0  | 1-1  | 1-1  | 1-1  | 0-1  | 0-0  | –––– | 0-0  | 1-2  | 0-0  | 2-0  | 0-5  | 0-0  | 5-2  | 0-2  | 0-0  | 1-0  |
| Fiorano            | 0-1  | 2-1  | 2-1  | 0-0  | 1-0  | 0-2  | 0-3  | 2-2  | –––– | 0-3  | 1-1  | 4-2  | 1-2  | 1-2  | 1-1  | 4-1  | 0-2  | 0-0  |
| Folgore Rubiera    | 0-2  | 1-1  | 3-1  | 2-1  | 2-2  | 3-4  | 0-0  | 1-1  | 3-0  | –––– | 2-2  | 3-1  | 3-1  | 1-0  | 0-3  | 0-1  | 1-1  | 1-0  |
| Nibbiano & Val.    | 0-1  | 1-0  | 3-1  | 3-3  | 0-1  | 1-1  | 2-3  | 2-0  | 1-1  | 1-2  | –––– | 0-0  | 0-1  | 1-0  | 1-0  | 1-1  | 1-0  | 0-0  |
| Pallavicino        | 0-1  | 0-1  | 1-1  | 1-0  | 0-1  | 0-2  | 1-2  | 1-2  | 0-0  | 1-0  | 1-1  | –––– | 2-2  | 0-2  | 0-1  | 1-3  | 0-0  | 1-0  |
| San Michelese      | 3-2  | 1-3  | 0-0  | 0-0  | 0-1  | 2-3  | 0-2  | 0-1  | 1-2  | 2-2  | 2-1  | 1-0  | –––– | 3-0  | 2-1  | 1-0  | 3-2  | 2-1  |
| Piccardo Trav.     | 0-2  | 1-2  | 1-0  | 0-0  | 5-2  | 0-0  | 0-2  | 2-1  | 2-2  | 1-1  | 3-2  | 2-2  | 2-0  | –––– | 1-0  | 1-2  | 1-0  | 2-2  |
| Rolo               | 3-2  | 2-1  | 1-1  | 3-1  | 1-0  | 1-1  | 0-1  | 2-1  | 0-0  | 1-0  | 1-1  | 0-1  | 0-3  | 1-0  | –––– | 2-1  | 1-0  | 0-0  |
| Rosselli Formigine | 3-2  | 0-1  | 0-0  | 1-2  | 3-1  | 0-1  | 0-3  | 0-1  | 0-2  | 0-1  | 1-1  | 1-1  | 2-0  | 0-1  | 0-3  | –––– | 1-0  | 1-1  |
| Salsomaggiore      | 1-2  | 0-3  | 1-0  | 0-0  | 1-3  | 1-1  | 0-1  | 1-2  | 2-1  | 1-2  | 0-1  | 0-0  | 0-0  | 1-1  | 1-2  | 1-0  | –––– | 0-1  |
| Solierese          | 0-1  | 0-1  | 1-2  | 2-1  | 1-4  | 2-1  | 0-0  | 3-0  | 0-2  | 2-2  | 1-2  | 2-2  | 0-1  | 1-3  | 1-1  | 0-0  | 0-1  | –––– |

### Spareggi

#### Play-out
|            | Risultati      |                    | Luogo, data e ora                            |
| ---------- | -------------- | ------------------ | -------------------------------------------- |
| Campagnola | 1 - 2 (d.t.s.) | Rosselli Formigine | Campagnola Emilia, 19 maggio 2019, ore 16,30 |

## Girone B

### Squadre partecipanti
| Club                | Città                                | Stadio                         | Stagione precedente                           |
| ------------------- | ------------------------------------ | ------------------------------ | --------------------------------------------- |
| Alfonsine           | Alfonsine (RA)                       | Campo "Brigata Crem." ("B")    | 6º posto in Eccellenza Emilia-Romagna gir.B   |
| Argentana           | Argenta (FE)                         | Stadio "L. Mongardi"           | 7º posto in Eccellenza Emilia-Romagna gir.B   |
| Castrocaro          | Castrocaro (FC)                      | Campo "P. Battanini" ("A")     | 5º posto in Eccellenza Emilia-Romagna gir.B   |
| Cotignola           | Cotignola (RA)                       | Campo "Dalmonte"               | 2º posto in Promozione Emilia-Romagna gir. D  |
| Copparese           | Copparo (FE)                         | Stadio "D. Preziosa"           | 2º posto in Promozione Emilia-Romagna gir. C  |
| Corticella          | Corticella di Bologna                | Campo "Biavati" ("1")          | 8º posto in Eccellenza Emilia-Romagna gir.B   |
| Diegaro             | Diegaro di Cesena (FC)               | Campo comunale                 | 12º posto in Eccellenza Emilia-Romagna gir.B  |
| Faenza              | Faenza (RA)                          | Stadio "B. Neri"               | 10º posto in Eccellenza Emilia-Romagna gir.B  |
| Fya Riccione        | Riccione (RN)                        | Stadio sintetico "Nicoletti"   | 4º posto in Eccellenza Emilia-Romagna gir.B   |
| Giovane Cattolica   | Cattolica (RN)                       | Stadio "Calbi"                 | 1º posto in Promozione Emilia-Romagna gir. D  |
| Granamica           | Minerbio (BO)                        | Campo "G. Soverini"            | 3º posto in Eccellenza Emilia-Romagna gir.B   |
| Marignanese         | San Giovanni in Marignano (RN)       | Campo comunale (erba naturale) | 9º posto in Eccellenza Emilia-Romagna gir.B   |
| Massa Lombarda      | Massa Lombarda (RA)                  | Stadio "Dini e Salvalai" ("A") | 13º posto in Eccellenza Emilia-Romagna gir.B  |
| Medicina-Fossatone  | Medicina (BO)                        | Stadio "E. Bambi"              | 1º posto in Promozione Emilia-Romagna gir. C  |
| Progresso           | Castel Maggiore (BO)                 | Stadio comunale ("1")          | 11º posto in Eccellenza Emilia-Romagna gir.B  |
| Sampaimola          | Imola (BO)                           | Campo "Dalle Vacche"           | 14º posto in Eccellenza Emilia-Romagna gir.B  |
| S. Agostino         | Sant'Agostino di Terre del Reno (FE) | Campo comunale                 | 11º posto in Eccellenza Emilia-Romagna gir. B |
| Virtus Castelfranco | Castelfranco Emilia (MO)             | Stadio "Ferrarini" ("A")       | 6º posto in Eccellenza Emilia-Romagna gir. B  |

### Classifica
|        | Pos. | Squadra             | Pt | G  | V  | N  | P  | GF | GS | DR  |
| ------ | ---- | ------------------- | -- | -- | -- | -- | -- | -- | -- | --- |
|        | 1.   | Alfonsine           | 73 | 34 | 23 | 4  | 7  | 61 | 44 | +17 |
| [ 12 ] | 2.   | Progresso           | 66 | 34 | 18 | 12 | 4  | 47 | 21 | +26 |
|        | 3.   | Virtus Castelfranco | 64 | 34 | 18 | 10 | 6  | 58 | 32 | +26 |
|        | 4.   | Marignanese         | 53 | 34 | 14 | 11 | 9  | 42 | 35 | +7  |
|        | 5.   | Castrocaro          | 49 | 34 | 12 | 13 | 9  | 33 | 26 | +7  |
|        | 6.   | S. Agostino         | 49 | 34 | 14 | 7  | 13 | 48 | 46 | +2  |
|        | 7.   | Copparese           | 48 | 34 | 13 | 9  | 12 | 49 | 42 | +7  |
|        | 8.   | Granamica           | 46 | 34 | 12 | 10 | 12 | 39 | 38 | +1  |
|        | 9.   | Fya Riccione        | 45 | 34 | 13 | 6  | 15 | 40 | 50 | -10 |
|        | 10.  | Argentana           | 44 | 34 | 12 | 8  | 14 | 38 | 43 | -5  |
|        | 11.  | Diegaro             | 44 | 34 | 13 | 5  | 16 | 34 | 42 | -8  |
|        | 12.  | Medicina-Fossatone  | 43 | 34 | 10 | 13 | 11 | 50 | 50 | 0   |
|        | 13.  | Corticella          | 42 | 34 | 10 | 12 | 12 | 34 | 35 | -1  |
|        | 14.  | Faenza              | 39 | 34 | 10 | 9  | 15 | 32 | 38 | -6  |
|        | 15.  | Sampaimola          | 37 | 34 | 9  | 10 | 15 | 32 | 43 | -11 |
|        | 16.  | Giovane Cattolica   | 37 | 34 | 10 | 7  | 17 | 34 | 46 | -12 |
|        | 17.  | Massa Lombarda      | 32 | 34 | 9  | 5  | 20 | 33 | 60 | -27 |
|        | 18.  | Cotignola           | 28 | 34 | 7  | 7  | 20 | 42 | 55 | -13 |

Legenda:
       Promossa in Serie D 2019-2020.
       Ammessa ai play-off nazionali.
 Ammessa ai play-out.
      Retrocesse in Promozione 2019-20 dopo i play-out.
       Retrocesse in Promozione 2019-2020.
Note:
Tre punti a vittoria, uno a pareggio, zero a sconfitta.
Giovane Cattolica dichiara fallimento in data 4/7/2019.

### Risultati

#### Tabellone
|                   | Alf  | Arg  | Cas  | Cot  | Cop  | Cor  | Die  | Fae  | Fya  | GCa  | Gra  | Mar  | Mas  | Med  | Pro  | Sam  | SAg  | VCa  |
| ----------------- | ---- | ---- | ---- | ---- | ---- | ---- | ---- | ---- | ---- | ---- | ---- | ---- | ---- | ---- | ---- | ---- | ---- | ---- |
| Alfonsine         | –––– | 1-0  | 2-1  | 4-3  | 2-2  | 1-0  | 2-0  | 3-2  | 3-1  | 1-0  | 1-3  | 2-1  | 2-3  | 2-1  | 1-0  | 3-1  | 3-0  | 4-1  |
| Argentana         | 0-1  | –––– | 0-2  | 3-3  | 0-0  | 1-0  | 0-0  | 0-1  | 4-1  | 0-0  | 2-0  | 1-3  | 2-0  | 2-3  | 1-2  | 0-2  | 1-1  | 0-2  |
| Castrocaro        | 0-1  | 0-1  | –––– | 3-2  | 2-1  | 1-1  | 0-1  | 1-2  | 3-0  | 4-1  | 0-1  | 0-0  | 2-1  | 0-0  | 1-0  | 1-3  | 0-0  | 1-0  |
| Cotignola         | 0-1  | 0-0  | 1-2  | –––– | 0-1  | 2-0  | 0-1  | 0-1  | 0-2  | 1-2  | 1-2  | 1-2  | 4-0  | 0-1  | 2-2  | 2-0  | 1-2  | 1-2  |
| Copparese         | 2-1  | 1-2  | 3-1  | 1-0  | –––– | 2-2  | 2-0  | 1-2  | 3-1  | 3-1  | 1-2  | 1-1  | 1-0  | 5-0  | 2-1  | 1-1  | 0-0  | 0-3  |
| Corticella        | 4-1  | 1-0  | 0-0  | 0-0  | 1-0  | –––– | 2-0  | 0-0  | 0-2  | 1-2  | 2-0  | 2-0  | 0-0  | 3-3  | 1-2  | 0-0  | 1-2  | 0-3  |
| Diegaro           | 1-2  | 1-3  | 0-1  | 3-4  | 3-2  | 2-0  | –––– | 1-0  | 2-0  | 2-3  | 1-0  | 1-1  | 0-2  | 1-0  | 0-4  | 2-2  | 0-1  | 1-2  |
| Faenza            | 2-3  | 1-0  | 0-0  | 1-1  | 2-0  | 2-1  | 0-1  | –––– | 0-1  | 1-2  | 1-0  | 1-2  | 0-2  | 1-1  | 0-0  | 0-1  | 2-6  | 1-2  |
| Fya Riccione      | 2-0  | 5-1  | 0-0  | 0-2  | 1-1  | 1-1  | 0-2  | 0-3  | –––– | 0-1  | 2-2  | 1-2  | 0-3  | 1-0  | 0-0  | 2-3  | 0-3  | 1-1  |
| Giovane Cattolica | 1-1  | 0-1  | 0-2  | 3-1  | 1-2  | 0-1  | 0-0  | 1-0  | 0-2  | –––– | 1-1  | 0-0  | 1-2  | 1-1  | 1-2  | 0-1  | 3-1  | 2-1  |
| Granamica         | 2-3  | 2-2  | 1-1  | 1-1  | 3-1  | 0-2  | 1-0  | 1-0  | 0-1  | 4-0  | –––– | 1-3  | 2-0  | 0-0  | 0-1  | 1-0  | 1-1  | 0-0  |
| Marignanese       | 2-2  | 1-1  | 1-0  | 0-1  | 0-0  | 1-1  | 1-0  | 0-0  | 0-1  | 1-0  | 2-3  | –––– | 2-0  | 1-1  | 1-2  | 5-1  | 1-0  | 1-2  |
| Massa Lombarda    | 0-2  | 0-1  | 0-0  | 2-4  | 0-4  | 0-3  | 0-1  | 3-0  | 3-2  | 2-1  | 3-1  | 0-1  | –––– | 1-2  | 0-1  | 0-0  | 1-2  | 1-4  |
| Medicina Foss.    | 2-3  | 3-0  | 1-2  | 4-1  | 1-5  | 0-0  | 2-1  | 2-1  | 1-2  | 2-1  | 0-2  | 6-1  | 3-3  | –––– | 2-2  | 2-2  | 3-2  | 0-0  |
| Progresso         | 1-0  | 3-1  | 1-1  | 2-0  | 2-0  | 3-0  | 3-0  | 2-1  | 0-2  | 0-0  | 1-1  | 2-0  | 0-0  | 1-1  | –––– | 2-0  | 1-0  | 1-1  |
| Sampaimola        | 0-1  | 0-3  | 0-1  | 0-0  | 2-0  | 1-1  | 0-1  | 0-0  | 1-2  | 1-0  | 1-1  | 0-3  | 6-1  | 2-0  | 1-1  | –––– | 0-1  | 0-1  |
| S. Agostino       | 0-0  | 1-2  | 0-0  | 3-1  | 3-0  | 2-3  | 2-1  | 1-4  | 2-1  | 1-4  | 2-1  | 1-2  | 4-0  | 0-3  | 0-2  | 1-0  | –––– | 3-3  |
| V. Castelfranco   | 6-2  | 2-3  | 0-0  | 2-3  | 1-1  | 1-0  | 0-3  | 1-1  | 3-0  | 3-1  | 2-0  | 0-0  | 2-0  | 2-1  | 0-0  | 4-0  | 1-0  | –––– |

### Spareggi

#### Play-out
|            | Risultati      |                   | Luogo, data e ora                     |
| ---------- | -------------- | ----------------- | ------------------------------------- |
| Corticella | 2 - 1 (d.t.s.) | Giovane Cattolica | Corticella, 12 maggio 2019, ore 16:30 |
| Faenza     | 1 - 2          | Sampaimola        | Faenza, 12 maggio 2019, ore 16:30     |